# 1170 Siva
1170 Siva eller 1930 SQ är en asteroid som korsar planeten Mars omloppsbana. Den upptäcktes den 29 september 1930 av den belgiske astronomen Eugène Joseph Delporte vid Royal Observatory of Belgium. Den är uppkallad efter hinduismens gud Shiva.
Asteroiden har en diameter på ungefär 10 kilometer.